# Gonzales Coques
Gonzales Coques  (gedoopt Antwerpen, 8 december 1614 of 1618 – begraven aldaar, 18 april 1684) was een Vlaamse barokschilder. Vanwege zijn artistieke nabijheid tot en navolging van Anthony van Dyck kreeg hij de bijnaam de kleine van Dyck. Coques werkte ook als kunsthandelaar.

## Levensloop
Hij werd geboren in Antwerpen als de zoon van Pieter Willemssen Cockx, een respectabele Antwerpse burger, en Anna Beys. In 1626-28 werd hij leerjongen in het atelier van Pieter Bruegel de Jonge om vervolgens bij David Rijckaert II in de leer te gaan. Coques is vooral bekend door zijn kabinetstukken met informele groepsportretten van mensen die in een of andere activiteit zijn verwikkeld, en die hij voor het eerst schilderde. De invloed van Anthony van Dyck bezorgde hem de bijnaam kleine van Dyck.

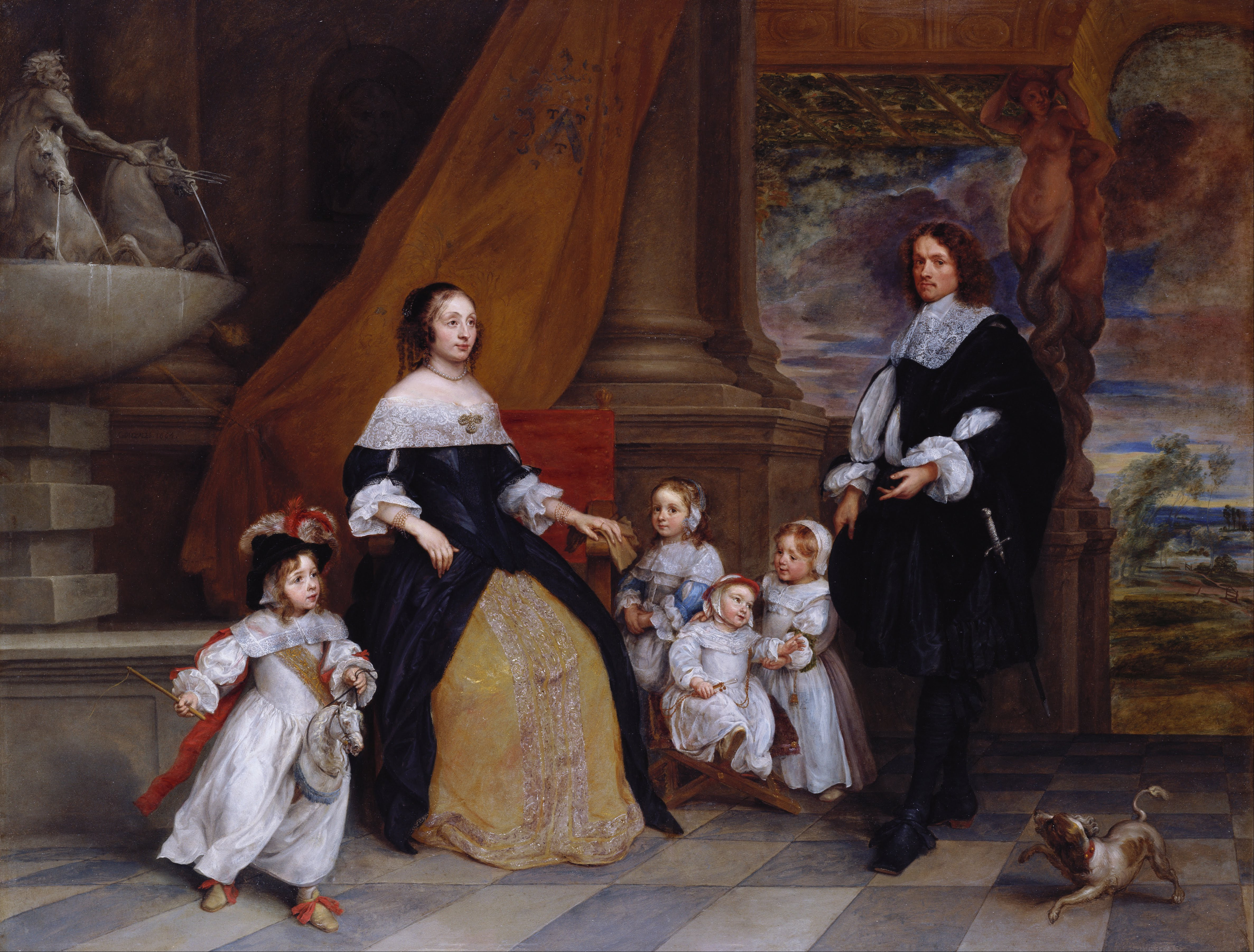
Familie van Jan-Baptista Anthoine

Waarschijnlijk reisde hij naar Engeland, waar van Dyck actief was. In 1640-41 trad hij toe tot de Sint-Lucasgilde. Hij huwde tweemaal: op 11 augustus 1643 in Antwerpen met Rijckaerts dochter Catharina (gedoopt Antwerpen 13 mei 1610 - aldaar 2 juli 1674), een zuster van David Rijckaert III en op 21 maart 1675 in Antwerpen met Catharina Rysheuvels. 
Hij was lid van twee rederijkerskamer en tweemaal deken van het schildersgilde.
Zijn kabinetstukken waren erg in trek bij de bourgeoisie en de adel. Onder zijn opdrachtgevers waren koning Karel I van Engeland, Juan II van Oostenrijk, Frederik Hendrik van Oranje en Frederik Willem I van Brandenburg.
In het Paleis Huis ten Bosch werkte hij met een aantal kunstenaars samen om de Oranjezaal te decoreren. Zelf is hij, samen met zijn vrouw en twee kinderen, te zien op een schilderij, omringd door meesterwerken met handtekeningen van verscheidene tijdgenoten. Samenwerking bij het schilderen was toen verbreid bij de kleinere meesters van de Antwerpse School. Coques vroeg aan Jacques d'Arthois om landschappen te schilderen, aan Anton Ghering en Willem Schubart von Ehrenberg om de architecturale achtergronden voor hun rekening te nemen, aan Hendrik van Steenwijk de Jongere voor interieurs en Pieter Gysels voor stillevens en bloemen. Zijn grote voorbeeld was van Dyck wiens geraffineerde stijl hij met groot succes kon imiteren. Hij waagde zich nooit verder dan zijn kabinetstukken maar ze geven blijk van levenslust, sprankelend spel van licht en schaduw, gecombineerd met een afwerking vol detail en een geëmailleerd oppervlak.

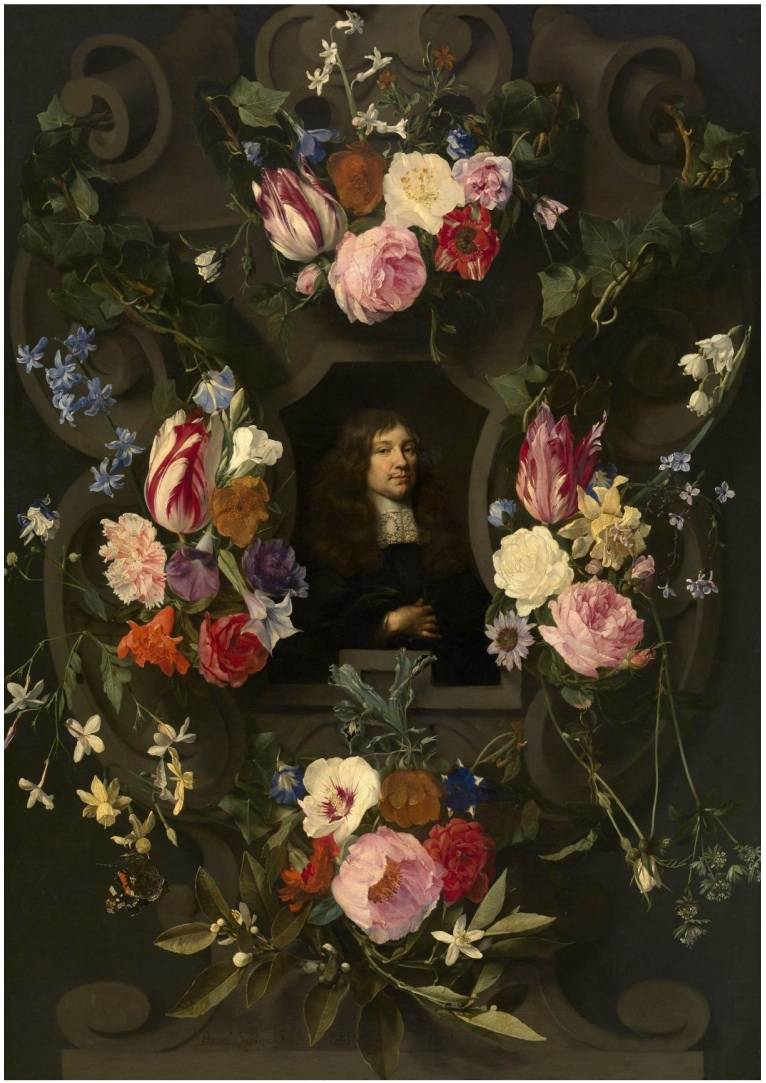
Portret van een man in een krans, met Daniël Seghers

## Werk
Gonzales Coques is vooral bekend als schilder van individuele en familieportretten, die hij meestal op kleinere schaal uitvoerde dan in die tijd gebruikelijk was.   Hoewel deze kleine cabinet paintings worden aangeduid als conversation pieces, een type elegant, informeel groepsportret dat hij zou hebben uitgevonden, heeft recente wetenschap benadrukt dat zijn groepsportretten moeten worden gezien als verhalende portretten en niet als genre portretten, conversation pieces of vrolijke gezelschappen..
Ondanks zijn voorkeur voor kabinetschilderingen op kleinere schaal, zou Coques (in samenwerking met andere schilders) portretten en historiestukken op groot formaat hebben gemaakt voor het hof in Den Haag, waarvan de huidige verblijfplaats niet bekend is.  Ten slotte werkte Coques mee aan en organiseerde hij de uitvoering van zogenaamde 'galerieschilderijen'.